# Квемо-Эркети
Квемо-Эркети (груз. ქვემო ერკეთი) — село в Грузии, на территории Чохатаурского муниципалитета края (мхаре) Гурия.

## География
Село находится в западной части Грузии, на левом берегу реки Супсы, на расстоянии приблизительно 1 километра (по прямой) к юго-востоку от посёлка городского типа Чохатаури, административного центра муниципалитета. Абсолютная высота — 353 метра над уровнем моря.

## Население
По результатам официальной переписи населения 2014 года, в Квемо-Эркети проживало 344 человека (172 мужчины и 172 женщины). В национальной структуре населения грузины составляли 99,7 %, русские — 0,3 %.
| Год  | Население, человек |
| ---- | ------------------ |
| 2002 | 467                |
| 2014 | ↘ 344              |